# Polyscias stuhlmannii
Polyscias stuhlmannii är en araliaväxtart som beskrevs av Hermann August Theodor Harms. Polyscias stuhlmannii ingår i släktet Polyscias och familjen araliaväxter. Inga underarter finns listade.